# Ngondzen
Ngondzen est une localité du Cameroun située dans la région du Nord-Ouest et le département du Bui. Elle fait partie de la commune de Nkum.

## Population
Lors du recensement de 2005, on y a dénombré 1 459 personnes.